# Мыс Голдобина
Мыс Голдо́бина — восточный входной мыс бухты Золотой Рог залива Петра Великого, представляет собой южную оконечность полуострова Черкавского, отделяющего бухту Золотой Рог от бухты Диомид и названного в честь первого командира Владивостокского и Новгородского поста Ивана Францевича Черкавского. Мыс назван в честь члена экипажа фрегата «Светлана» прапорщика КФШ И. Голдобина, проводившего в это время гидрографические исследования в заливе Петра Великого.
Риф у мыса исследован штабс-капитаном М. А. Клыковым на пароходе «Кит» в 1873 году В 1876—1877 годах на мыс были установлены батареи. Мыс скалист и обрывист.

## Достопримечательности
На видовой площадке мыса Голдобина находится памятник-судно МРС-80. Он сооружён 29 октября 1977 года. Мемориальное судно расположено на овальной по очертанию площадке, вымощенной бетонными плитами. На бетонном пьедестале, над которым оно приподнято, надпись: «В честь трудового героизма и доблести рыбаков Приморья». Площадка мемориала двумя широкими бетонными лестницами связана с расположенной ниже по склону холма аллеей Славы рыбаков. На аллее установлена протяжённая горизонтальная стела, на которой укреплены бронзовые плиты с названиями орденоносных рыбацких кораблей и именами рыбаков — Героев Социалистического Труда.